# Národní divadlo Iona Lucy Caragialeho Bukurešť
Národní divadlo Iona Lucy Caragialeho Bukurešť (rumunsky: Teatrul Naţional "Ion Luca Caragiale" București) je divadelní společnost sídlící v rumunském hlavním městě Bukurešti spravovaná rumunským ministerstvem kultury. Divadlo bylo založeno jako Teatrul cel Mare din București (Velké divadlo v Bukurešti) v roce 1852. Stalo se národní institucí v roce 1864 výnosem ministerského předsedy Mihaila Kogălniceanua, oficiálně bylo přejmenováno na Národní divadlo v roce 1875. V roce 1852 byla pro divadlo postavena novobarokní budova na třídě Calea Victoriei (v současnosti je vyobrazena na bankovce v hodnotě 100 lei). Byla zničena během německého bombardování Bukurešti 24. srpna 1944. Současná modernistická budova se nachází asi půl kilometru od původního místa, na Piaţa Universităţii. Je v provozu od roku 1973. Autory architektonického návrhu byli Horia Maicu, Romeo Belea a Nicolae Cucu. Stavba připomínala klobouk, což budilo u stranických funkcionářů odpor. Už při stavbě si vynutily úpravy a po požáru Velkého sálu v roce 1978 rozhodl diktátor Nicolae Ceauşescu o další úpravách vzdalujících stavbu původnímu architektonickému záměru. V letech 2012 až 2014 byla budova rozsáhle zrekonstruována. Nabízí devět scén, ta největší, sál Ion Caramitrua, pojme 940 diváků. Roku 1942 vzniklo v rámci divadla muzeum rumunského divadelnictví.